# Stephanie Rottier
Stephanie Rottier (ur. 22 stycznia 1974 w Sint-Niklaas w Belgii) – holenderska tenisistka.
W swojej karierze nie wygrała żadnego turnieju zaliczanego do cyklu WTA, natomiast ma na swoim koncie jedno zwycięstwo w singlu i dwa w deblu w rozgrywkach rangi ITF. Brała udział we wszystkich turniejach Wielkiego Szlema a jej największym osiągnięciem była II runda Roland Garros w 1994 roku.
Do największych jej sukcesów należy zaliczyć finał gry pojedynczej na turnieju Japan Open w Tokio w 1993 roku, w którym przegrała z Japonką Kimiko Date a także finał gry podwójnej (w parze z Koreanką Wang Shi-ting) na turnieju China Open w Pekinie, przegrany z parą Claudia Porwik i Linda Wild.
Reprezentowała również swój kraj w rozgrywkach Pucharu Federacji.

## Wygrane turnieje rangi ITF
| turnieje z pulą nagród 100 000 $ |
| turnieje z pulą nagród 75 000 $  |
| turnieje z pulą nagród 50 000 $  |
| turnieje z pulą nagród 25 000 $  |
| turnieje z pulą nagród 15 000 $  |
| turnieje z pulą nagród 10 000 $  |

### Gra pojedyncza
|    | Data       | Turniej | Kat. | ($)    | Naw.   | Finalistka      | Wynik    |
| 1. | 29/04/1996 | Seul    | ITF  | 25 000 | twarda | Misumi Miyauchi | 6:1, 6:0 |

### Gra podwójna
|    | Data       | Turniej       | Kat. | ($)    | Naw.     | Partnerka          | Mistrzynie                     | Wynik    |
| 1. | 24/07/1995 | Heerhugowaard | ITF  | 10 000 | ziemna   | Stephanie Gomperts | Natalia Czasowaja Anna Linkowa | 6:4, 6:1 |
| 2. | 29/01/1996 | Würzburg      | ITF  | 25 000 | dywanowa | Stephanie Gomperts | Karin Kschwendt Eva Martincova | 6:2, 6:3 |